# Gene Lalley
Eugene Claire Lalley, detto Gene (Des Moines, 16 agosto 1922 – Los Angeles, 20 dicembre 1972), è stato un cestista statunitense, professionista nella NBL.

## Carriera
Giocò per una stagione nella NBL, disputando 60 partite con 3,0 punti di media.